# Zakroiivșciîna, Nedrîhailiv
Zakroiivșciîna (în ucraineană Закроївщина) este un sat în comuna Tomașivka din raionul Nedrîhailiv, regiunea Sumî, Ucraina.

## Demografie
Componența lingvistică a localității Zakroiivșciîna
     Ucraineană (94,92%)
     Rusă (5,08%)
Conform recensământului din 2001, majoritatea populației localității Zakroiivșciîna era vorbitoare de ucraineană (94,92%), existând în minoritate și vorbitori de rusă (5,08%).